# پورتو نارینو
پورتو نارینو (انگلیسی: Puerto Nariño) یک شهر در کشور کلمبیا است.